# Atletismo nos Jogos Olímpicos de Verão de 1900 - Salto em altura masculino
A competição do salto em altura masculino fez parte do programa do atletismo nos Jogos Olímpicos de Verão de 1900. Aconteceu no dia 15 de julho. Oito atletas de sete países competiram.

## Medalhistas
| Ouro   | USA Irving Baxter |
| Prata  | GBR Patrick Leahy |
| Bronze | HUN Lajos Gönczy  |

## Resultados
| Pos. | Atleta                   | Altura |
| ---- | ------------------------ | ------ |
|      | USA Irving Baxter        | 1.90 m |
|      | GBR Patrick Leahy        | 1.78 m |
|      | HUN Lajos Gönczy         | 1.75 m |
| 4    | NOR Carl Albert Andersen | 1.70 m |
| 4    | SWE Erik Lemming         | 1.70 m |
| 4    | GER Waldemar Steffen     | 1.70 m |
| 7    | FRA Louis Monnier        | 1.60 m |
| 8    | SWE Tore Blom            | 1.50 m |